# Arachnocampa
Arachnocampa är ett släkte av tvåvingar. Arachnocampa ingår i familjen platthornsmyggor.
Kladogram enligt Catalogue of Life:
| Arachnocampa | \| \| Arachnocampa flava \| \| \| \| \| \| Arachnocampa luminosa \| \| \| \| \| \| Arachnocampa richardsae \| \| \| \| \| \| Arachnocampa tasmaniensis \| \| \| \| |
|              | \| \| Arachnocampa flava \| \| \| \| \| \| Arachnocampa luminosa \| \| \| \| \| \| Arachnocampa richardsae \| \| \| \| \| \| Arachnocampa tasmaniensis \| \| \| \| |
|              | Arachnocampa flava |
|              | |
|              | Arachnocampa luminosa |
|              | |
|              | Arachnocampa richardsae |
|              | |
|              | Arachnocampa tasmaniensis |
|              | |